# 울릉군의 도로 목록
다음은 울릉군의 도로 목록이다. 도로는 대로, 로, 길 순서로 가나다 순으로 정리하며, 기초번호나 일련번호 방식으로 매겨진 도로명은 따로 기입하지 않는다. 타 시/도와 연계될 경우 그 경계까지만 적는다.

## 로
| 도로명     | 기점                          | 종점                          | 길이     | 유래                     | 비고 |
| ---------- | ----------------------------- | ----------------------------- | -------- | ------------------------ | ---- |
| 울릉순환로 | 경상북도 울릉군 울릉읍 저동리 | 경상북도 울릉군 울릉읍 천부리 | 36.956km | 국가지원지방도 명칭 사용 | 90   |

## 길
| 도로명       | 기점                          | 종점                          | 길이    | 유래               | 비고                              |
| ------------ | ----------------------------- | ----------------------------- | ------- | ------------------ | --------------------------------- |
| 간령길       | 경상북도 울릉군 울릉읍 사동리 | 경상북도 울릉군 울릉읍 사동리 | 1.011km | 지명 사용          |                                   |
| 구암길       | 경상북도 울릉군 서면 남서리   | 경상북도 울릉군 서면 남서리   | 416m    | 지명 사용          |                                   |
| 나리길       | 경상북도 울릉군 북면 나리     | 경상북도 울릉군 북면 나리     | 3.317km | 행정구역 명칭 사용 |                                   |
| 남서길       | 경상북도 울릉군 남면 남양리   | 경상북도 울릉군 남면 남서리   | 3.105km | 행정구역 명칭 사용 |                                   |
| 남양길       | 경상북도 울릉군 남면 남양리   | 경상북도 울릉군 남면 남양리   | 2.398km | 행정구역 명칭 사용 |                                   |
| 도동길       | 경상북도 울릉군 울릉읍 도동리 | 경상북도 울릉군 울릉읍 도동리 | 1.289km | 행정구역 명칭 사용 |                                   |
| 독도안용복길 | 경상북도 울릉군 울릉읍 독도리 | 경상북도 울릉군 울릉읍 독도리 | 10m     | 국민공모           | 서도                              |
| 독도이사부길 | 경상북도 울릉군 울릉읍 독도리 | 경상북도 울릉군 울릉읍 독도리 | 344m    | 국민공모           | 동도                              |
| 무릉길       | 경상북도 울릉군 울릉읍 도동리 | 경상북도 울릉군 울릉읍 사동리 | 1.73km  | 지명 사용          |                                   |
| 봉래길       | 경상북도 울릉군 울릉읍 도동리 | 경상북도 울릉군 울릉읍 저동리 | 2.184km | 지명 사용          |                                   |
| 사동길       | 경상북도 울릉군 울릉읍 사동리 | 경상북도 울릉군 울릉읍 사동리 | 698m    | 행정구역 명칭 사용 |                                   |
| 서달길       | 경상북도 울릉군 서면 태하리   | 경상북도 울릉군 서면 태하리   | 2.757km | 지명 사용          |                                   |
| 석포길       | 경상북도 울릉군 북면 천부리   | 경상북도 울릉군 북면 천부리   | 3.408km | 지명 사용          |                                   |
| 신리길       | 경상북도 울릉군 울릉읍 사동리 | 경상북도 울릉군 울릉읍 사동리 | 654m    | 지명 사용          |                                   |
| 약수터길     | 경상북도 울릉군 울릉읍 도동리 | 경상북도 울릉군 울릉읍 도동리 | 492m    | 약수터로 가는 길   |                                   |
| 옥천길       | 경상북도 울릉군 울릉읍 사동리 | 경상북도 울릉군 울릉읍 사동리 | 2.123km | 지명 사용          |                                   |
| 저동길       | 경상북도 울릉군 울릉읍 저동리 | 경상북도 울릉군 울릉읍 저동리 | 507m    | 행정구역 명칭 사용 |                                   |
| 죽도길       | 경상북도 울릉군 울릉읍 저동리 | 경상북도 울릉군 울릉읍 저동리 | 607m    | 지명 사용          |                                   |
| 죽암길       | 경상북도 울릉군 북면 천부리   | 경상북도 울릉군 북면 천부리   | 1.701km | 지명 사용          |                                   |
| 중령길       | 경상북도 울릉군 울릉읍 사동리 | 경상북도 울릉군 울릉읍 사동리 | 1.157km | 지명 사용          |                                   |
| 천부길       | 경상북도 울릉군 북면 천부리   | 경상북도 울릉군 북면 천부리   | 2.386km | 행정구역 명칭 사용 |                                   |
| 추산길       | 경상북도 울릉군 북면 나리     | 경상북도 울릉군 북면 나리     | 1.307km | 지명 사용          |                                   |
| 태하길       | 경상북도 울릉군 서면 태하리   | 경상북도 울릉군 서면 태하리   | 1.446km | 행정구역 명칭 사용 |                                   |
| 태하등대길   | 경상북도 울릉군 서면 태하리   | 경상북도 울릉군 서면 태하리   | 940m    | 지명 사용          |                                   |
| 태하령길     | 경상북도 울릉군 서면 남서리   | 경상북도 울릉군 서면 태하리   | 5.361km | 지명 사용          | 울릉군 관내에서 가장 긴 지선 도로 |
| 통구미길     | 경상북도 울릉군 서면 남양리   | 경상북도 울릉군 서면 남양리   | 2.52km  | 지명 사용          |                                   |
| 평리길       | 경상북도 울릉군 북면 현포리   | 경상북도 울릉군 북면 현포리   | 2.209km | 지명 사용          |                                   |
| 학포길       | 경상북도 울릉군 서면 태하리   | 경상북도 울릉군 서면 태하리   | 928m    | 지명 사용          |                                   |
| 행남길       | 경상북도 울릉군 울릉읍 도동리 | 경상북도 울릉군 울릉읍 도동리 | 1.611km | 지명 사용          |                                   |
| 현포길       | 경상북도 울릉군 북면 현포리   | 경상북도 울릉군 북면 현포리   | 671m    | 행정구역 명칭 사용 |                                   |

## 참고 자료
- 울릉군 고시 제2009-10호, 2009년 5월 8일.